# Dittatura democratica del popolo
La dittatura democratica del popolo (人民民主專政T, 人民民主专政S, Rénmín Mínzhǔ ZhuānzhèngP) è un concetto di base del pensiero politico di Mao Zedong incorporato nella Costituzione della Repubblica Popolare Cinese. È generalmente considerata come una forma di dittatura del proletariato e democrazia popolare, e ha "un significato fondamentale" nel sistema socialista cinese.

## Storia
Il termine venne introdotto da Mao Zedong il 30 giugno 1949, in occasione del 28º anniversario della fondazione del Partito Comunista Cinese. Nel suo discorso Sulla dittatura democratica del popolo, il presidente Mao espose le sue idee sul concetto e fornì alcune confutazioni alle critiche che prevedeva di dover affrontare.
Nel 1954, con l'adozione della prima Costituzione della Repubblica Popolare Cinese, fu stabilito che la Cina sarebbe stata una "uno Stato socialista basato sulla dittatura democratica del popolo".
Nel 1992, anche la Corea del Nord ha deciso di adottare nella sua costituzione la forma di dittatura democratica del popolo.

## Definizione
Secondo la teoria dei tre tipi di Stato di Mao Zedong, oltre alla "dittatura borghese" e alla "dittatura della classe operaia", vi è la dittatura democratica del popolo che rappresenta "la dittatura congiunta delle classi rivoluzionarie" sotto la guida della classe operaia, .
La "dittatura democratica del popolare" adottata dalla Repubblica Popolare Cinese, al posto della tradizionale dittatura del proletariato, serve per adattare il Paese alla transizione dalla situazione del dopoguerra alla "costruzione socialista".

### Popolo e democrazia
La dittatura democratica del popolo significa la democrazia della maggioranza della popolazione del Paese. Per Mao, il popolo è rappresentato:
- dalla classe lavoratrice, il nucleo più forte che esercita la leadership attraverso il PCC e gli altri partiti politici cinesi che ne rappresentano gli interessi;
- dalla classe contadina, ritenuta l'alleata più affidabile del proletariato
- dalla piccola borghesia urbana, seguace delle altre due classi
- dalla borghesia nazionale, che diventa anti-popolare e reazionare se abbandona il popolo.

L'alleanza tra la classe operaia e contadina in maggioranza, ed in minor misura con quella piccolo borghese, sono alla base della dittatura democratica del proletariato. Queste classi, guidate dalla classe lavoratrice e dal Partito Comunista Cinese, si uniscono per formare il proprio Stato ed eleggere il proprio governo. La classe operaia è tuttavia, per Mao, quella che deve avere il ruolo più importante perché è la "più lungimirante, più altruista e più rivoluzionaria", e senza di essa la rivoluzione cinese è destinata a fallire.
Nonostante l'avversione al capitalismo e alla borghesia nazionale, Mao affermò che erano entrambi temporaneamente necessari nei loro aspetti positivi per sviluppare l'economia arretrata della Cina del secondo dopoguerra e per contrastare l'imperialismo. Tuttavia, secondo Mao, la borghesia non poteva prendere il potere perché mancava di lungimiranza e temeva le masse.

### Dittatura
Il PCC e lo Stato rappresentano e agiscono per conto del popolo, ma nella conservazione della dittatura del proletariato, possiedono e possono usare poteri contro le forze reazionarie. Secondo Mao, il popolo, tramite lo Stato e il PCC, attua una pratica dittatoriale solo contro la classe dei proprietari terrieri e della borghesia burocratica, i loro rappresentanti e i membri o simpatizzanti del Kuomintang nazionalista di Chiang Kai-shek, reprimendo e consentendo loro soltanto di comportarsi secondo la legge. Se parlano o agiscono contro la legge, sono fermati e severamente puniti. Inoltre, i reazionari non devono avere diritto di voto.
Implicita nel concetto di dittatura democratica popolare è la nozione che il controllo dittatoriale del Partito è necessario per evitare che il governo cinese collassi e che il territorio venga conquistato da potenze imperialiste straniere.